# Lincoln (Vermont)
Lincoln es un pueblo ubicado en el condado de Addison en el estado estadounidense de Vermont. En el año 2010 tenía una población de 1.271 habitantes y una densidad poblacional de 11,15 personas por km².

## Geografía
Lincoln se encuentra ubicado en las coordenadas 44°5′31″N 72°58′53″O / 44.09194, -72.98139.

## Demografía
Según la Oficina del Censo en 2000 los ingresos medios por hogar en la localidad eran de $45,750 y los ingresos medios por familia eran $51,369. Los hombres tenían unos ingresos medios de $30,455 frente a los $25,125 para las mujeres. La renta per cápita para la localidad era de $21,092. Alrededor del 5.9% de la población estaban por debajo del umbral de pobreza.